# لوسیانو پردومو
لوسیانو پردومو (انگلیسی: Luciano Perdomo؛ زادهٔ ۱۰ سپتامبر ۱۹۹۶) بازیکن فوتبال اهل آرژانتین است.
از باشگاه‌هایی که در آن بازی کرده‌است می‌توان به باشگاه فوتبال جیمناسیا لاپلاتا اشاره کرد.